# (5434) 1989 ES
(5434) 1989 ES là một tiểu hành tinh vành đai chính. Nó được phát hiện bởi Eleanor F. Helin ở Đài thiên văn Palomar ở Quận San Diego, California, ngày 6 tháng 3 năm 1989.